# Novosedly (kraj południowomorawski)
Novosedly – wieś na Morawach, w Czechach, w kraju południowomorawskim. Zamieszkuje ją 1144 osoby.